# 日下部道徳
日下部 道徳（くさかべ どうとく、1875年（明治8年）9月21日 - 1937年（昭和12年）6月2日）は、大日本帝国陸軍軍人。最終階級は陸軍少将。功五級。

## 経歴・人物
南合貞の次男として三重県に生まれ、のち日下部武右衛門の養子となり、1899年（明治32年）家督を相続する。1900年（明治33年）陸軍士官学校第12期卒業。翌年、陸軍歩兵少尉に任官。近衛歩兵第3連隊附となった。直後、日露戦争に従軍し、その功により功五級金鵄勲章を賜る。
1906年（明治39年）憲兵科に転じ、横浜・横須賀各憲兵分隊長、憲兵副官、渋谷憲兵分隊長、宇都宮・小倉各憲兵隊長を経て、1921年（大正10年）7月、陸軍憲兵大佐に進み、大阪憲兵隊長となる。その後、1925年（大正14年）5月に憲兵司令部附、翌年3月に陸軍少将・朝鮮憲兵隊司令官を経て、1930年（昭和5年）3月6日に待命、同月25日に予備役に編入した。

## 栄典
- 1901年（明治34年）10月10日 - 正八位[5]
- 1910年（明治43年）9月30日 - 従六位[6]

## 著作
- 『戦士の友』戦友社、1906年。